# Eliza Bennett
Eliza Hope Bennett (Reading, Berkshire, 17 de março de 1992), é uma atriz e cantora inglesa.

## Biografia
Eliza nasceu em Reading, Berkshire, Inglaterra. Começou a atuar ainda bem jovem, quando apareceu em produções teatrais na escola, profissionalmente apareceu no filme Nanny McPhee - A Babá Encantada (2005), com Tora Brown, também estrelado por Colin Firth e Emma Thompson. Logo depois fez o papel de "Nora" em Marple: By the Pricking of My Thumbs (2006).
Bennett interpreta a jovem "Anne" no filme Vítimas, e "Emily Day" em O Agente (2006) com Wesley Snipes. Eliza fez o teste para o papel de "Meggie Folchart" no filme Coração de Tinta, baseado no romance de Cornelia Funke. Eliza disputou a vaga com centenas de meninas para o cobiçado papel, e no início de 2007 estava na Itália filmando o filme com Brendan Fraser, Paul Bettany, Helen Mirren e Jennifer Connelly. Bennett também executou uma canção para a trilha sonora de Coração de Tinta, chamada "My Declaration", originalmente escrita por Tom Baxter.
Bennett atualmente frequenta a Italia Conti Academy of Theatre Arts.

## Filmografia
| Filmes  | Filmes                                | Filmes                               | Filmes                     |                      |
| Ano     | Título Original                       | Título (Brasil)                      | Papel                      |                      |
| ------- | ------------------------------------- | ------------------------------------ | -------------------------- | -------------------- |
| 2004    | The Prince & Me                       | Um Príncipe em Minha Vida            | Princesa Arabella          |                      |
| 2005    | Supernova                             | O Dia Em Que o Mundo Pegou Fogo      | Haley Richardson (para TV) |                      |
| 2005    | Nanny McPhee                          | Nanny McPhee - A Babá Encantada      | Tora Brown                 |                      |
| 2006    | Marple: By the Pricking of My Thumbs  | Marple: By the Pricking of My Thumbs | Nora Johnson (para TV)     |                      |
| 2007    | The Contractor                        | O Agente                             | Emily Day                  |                      |
| 2008    | Perfect Life                          | Perfect Life                         | Anne (jovem)               |                      |
| 2008    | Inkheart                              | Coração de Tinta                     | Meggie Folchart            |                      |
| 2009    | A Gentle Creature                     | A Gentle Creature                    |                            |                      |
| 2009    | From Time to Time                     | From Time to Time                    | Susan                      |                      |
| 2010    | F                                     | F                                    | Kate Anderson              |                      |
| Ano     | Título                                | Papel                                | Notas                      |                      |
| 2009    | FM                                    | Susan                                | 1 episódio                 |                      |
| 2011    | Roadkill                              | Hailey                               |                            |                      |
| 2012    | Grimm's Snow White                    | Snow White                           |                            | [ 1 ] [ 2 ]          |
| 2012    | Confine                               | Kayleigh                             |                            |                      |
| 2013    | The Midnight Beast                    | Amy                                  |                            | [ 3 ]                |
| 2014    | BBC Comedy Feeds                      | Sofie                                | Flat TV                    | [ 4 ] [ 5 ]          |
| 2014    | Plebs                                 | Ambrosia                             | Episódio; The Election     | [ 6 ] [ 7 ] [ 8 ]    |
| 2015    | Valentine's Kiss                      | Lily Whiteley                        |                            | [ 9 ]                |
| 2015    | Broadchurch                           | Lisa Newbery                         | Temporada 2                | [ 10 ] [ 11 ] [ 12 ] |
| 2015    | Strike Back                           | Chloe Foster                         | Temporada 5                | [ 13 ] [ 14 ] [ 15 ] |
| 2015    | H8RZ                                  | Alex Thomas / Brittany Tammand       |                            |                      |
| 2015    | The von Trapp Family: A Life of Music | Agathe Von Trapp                     |                            |                      |
| 2016    | Grantchester                          | Kitty Lawson                         | Temporada 2                | [ 16 ] [ 17 ] [ 18 ] |
| 2016–17 | Sweet/Vicious                         | Jules Thomas                         | Protagonista               |                      |

## Prêmios e Indicações
| Prêmios | Prêmios   | Prêmios             | Prêmios             | Prêmios                         |
| Ano     | Resultado | Premiação           | Categoria           | Título                          |
| ------- | --------- | ------------------- | ------------------- | ------------------------------- |
| 2007    | Indicada  | Young Artist Awards | Melhor Elenco Jovem | Nanny McPhee - A Babá Encantada |